# Sizzla

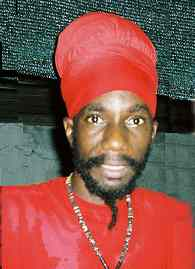
Sizzla

Miguel Orlando Collins (Saint Mary, 17 april 1976), artiestennaam Sizzla, is een Jamaicaanse reggae-artiest. Hij werd grootgebracht in August Town door zijn ouders, toegewijde rastafarianen.
Hij staat onder contract bij VP Records en heeft ook een eigen recordlabel genaamd Kalonji Records.
Sizzla trad al meerdere malen op in België en Nederland, waaronder op Reggae Sundance in Eersel en in Paradiso in Amsterdam.

## Muziek en geloof
Sizzla wordt gezien als een van de meer invloedrijke en innovatieve reggae-artiesten van zijn tijd. Hij is aanhanger van de Bobo Ashanti-groep binnen het rastafarianisme, die bekendstaat om zijn orthodoxie waar het gaat om het verwerpen van waarden die verband houden met de westerse cultuur en het kolonialisme (het zogenaamde Babylon).
Met andere artiesten als Capleton, Jah Mason, Turbulence, Norris Man, Chuck Fender, Junior Kelly, Fantan Mojah, Lutan Fyah en Anthony B staat hij aan het hoofd van een beweging die rastafariaanse waarden heeft geherintroduceerd in de hedendaagse reggaemuziek door zich in zijn muziek vooral te bekommeren om spiritualiteit, maatschappelijk bewustzijn en verzet tegen vermeende onderdrukkers ("Babylon").

## Discografie
Albums
- Burning up (1995)
- Praise Ye Jah (1997)
- Black Woman and Child (1997)
- Kalonji (Europe) / Freedom Cry (U.S.A.)  (1998)
- Royal Son of Ethiopia (1999)
- Good Ways (1999)
- Be I Strong  (1999)
- Bobo Ashanti (2000)
- Words of Truth (2000)
- Liberate yourself (2000)
- Taking Over  (2001)
- Rastafari Teach I Everything (2001)
- Blaze Up the Chalwa (2002)
- Ghetto Revolutionary (2002)
- Da Real Thing  (2002)
- Rise To The Occasion (2003)
- Light Of My World (2003)
- Stay Focus (2004)
- Soul Deep (2005)
- Brighter Day (2005)
- Da Real Thing (2005)
- Da Real "LIVE" Thing (2006)
- The Overstanding (2006)
- Children Of Jah (2007)
- I-Space (2007)
- Rastafari (2008)
- Addicted (2008)
- Ghetto-youthology (2009)
- Crucial Times (2010)
- I’m yours (2017)

Compilaties
- Reggae Max: Sizzla 2000
- Reggae Chartbusters, Vol. 2 2000
- Best of Sizzla: The Story Unfolds 2002
- Judgement Yard
- Reggae Max: Sizzla Part II 7 February 2006
- The Journey: The Very Best of Sizzla
- Yaniko Roots Riddim 2008
- Jah Youth Elevation Riddim 2008

Livealbums'
- Da Real Thing Live
- Words of Truth